# مدرسه عالی پرستاری و مامایی فلورانس نایتینگل
مدرسه عالی پرستاری و مامایی فلورانس نایتینگل به (به انگلیسی: Florence Nightingale School of Nursing and Midwifery) یک مدرسه آموزش عالی پرستاری و مامایی و یکی از معتبرترین مدارس آموزش پرستاری جهان است که در دانشگاه کینگز لندن که قدیمی‌ترین دانشگاه در انگلستان است واقع شده و مهم‌ترین وظیفه این دانشکده در درجه اول آموزش علاقه‌مندان برای ورود به پرستاری و مامایی می‌باشد.
عمده فعالیت‌های این مدرسه انجام پژوهش پرستاری، ادامه توسعه حرفه‌ای و برنامه‌های کارشناسی ارشد می‌باشد.
و قدمت و سابقه این مدرسه به اولین مدرسه پرستاری فلورانس نایتینگل در بیمارستان سنت توماس در ۹ ژوئیه سال ۱۸۶۰ برمی گردد.
مدرسه به شکل بخشی از دانشگاه واترلو در کرانه جنوبی رودخانه تیمز بوده و در حال حاضر یکی از بزرگترین مدارس در دانشگاه کینگز لندن است.
این مدرسه به عنوان مدرسه شماره ۱ پرستاری در لندن شناخته شده‌است و این مدرسه دارای ۲۰۰ پرسنل و نزدیک به ۳،۰۰۰ دانشجو که در گرایش‌های مراقبت‌های اولیه و بهداشت کودکان، مامایی و بهداشت زنان، پرستاری بزرگسالان، مراقبت‌های ویژه، سلامت روان و مراقبت‌های ویژه، بهداشت و درمان، سیاست‌های مدیریت و فناوری یادگیری مشغول به تحصیل می‌باشند.
در سال ۲۰۱۰ جشن سالگرد یکصد و پنجاهمین سالگرد تأسیس آن برگزار گردید. اولین بار در جهان، مدرسه عالی پرستاری و مامایی فلورانس نایتینگل توسط فلورانس نایتینگل در بیمارستان سنت توماس تأسیس شد و در ۹ ژوئیه سال ۱۸۶۰ افتتاح شد.